# Dáfni (mont Athos)
Pour les articles homonymes, voir Dafni (homonymie).
Dáfni (en grec moderne : Δάφνη / Dáfni) est une petite localité du mont Athos. Ce port situé sur la côte ouest de la péninsule entre les monastères de Xeropotamou et de Simonopetra, est le principal point de liaison de la communauté monastique du mont Athos avec l'extérieur, grâce à des ferries quotidiens qui la relient en deux heures de navigation à Ouranoúpoli en Chalcidique, située environ 25 km plus au nord.

## Présentation
Pour être autorisés à débarquer, les visiteurs (exclusivement des hommes, puisque la République monastique est interdite aux femmes selon la règle de l’abaton) doivent être en possession d'un laissez-passer (le diamonitirion) délivré par les autorités monastiques, valable 4 jours et à retirer au bureau des pèlerins d'Ouranoúpoli après en avoir fait la demande par courrier, courriel, fax ou téléphone. La délivrance de ce document s'est faite par le passé selon des procédures très diverses souvent modifiées, qui imposaient de se présenter à diverses autorités civiles ou monastiques à Thessalonique (Ministère de la Grèce du Nord, bureau des pèlerins, consulats) ou à Karyès.
Une ligne régulière de minicars relie ensuite le port à Karyès, la capitale de la république, distante de 5 km et située à l'intérieur des terres.
Selon le recensement grec de 2001, Dáfni compterait 38 habitants laïcs (les moines sont recensés par leur monastère de rattachement).

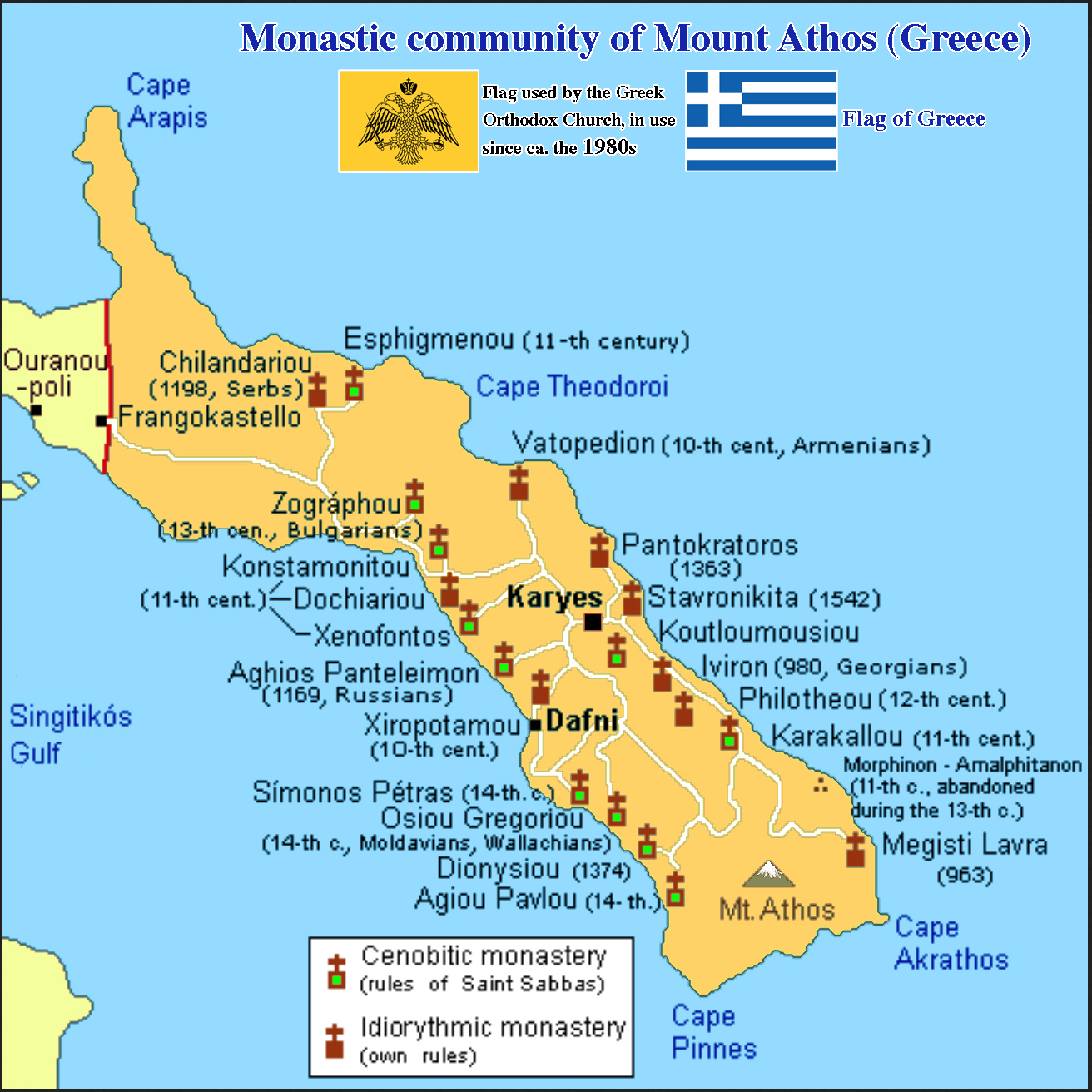
Carte de la communauté monastique du mont Athos avec Karyès, Dafni et les vingt monastères, leurs règles, leurs dates de fondation et les pays d'origine de leurs moines (si ceux-ci ne sont pas mentionnés, il s'agit de monastères grecs).